# 污卵沫蟬
污卵沫蟬（学名：Peuceptyelus sigillifer）为尖胸沫蟬科卵沫蟬屬下的一个种。